# Stefan Saliger
Stefan Saliger (* 23. Dezember 1967 in Limburg an der Lahn) ist ein ehemaliger deutscher Hockeyspieler und Olympiasieger.
Saliger begann seine Karriere beim Limburger HC, mit dem er 1984 die Deutsche Meisterschaft im Feldhockey gewann. 1985, 1990 und 1991 gewann er den Meistertitel im Hallenhockey und 1992 holte er mit den Limburgern den Europapokal im Hallenhockey. 1995 gewann er mit dem Harvestehuder THC den Europapokal der Pokalsieger, 1996 und 1998 half er bei zwei Meistertiteln der Harvestehuder im Feldhockey mit. Von 1999 bis 2005 spielte Saliger beim Uhlenhorster HC.
1987 debütierte der Rechtsaußen in der deutschen Hockeynationalmannschaft. 1988 siegte er mit der deutschen Mannschaft bei der Junioreneuropameisterschaft, und ein Jahr später gewann das Team die Juniorenweltmeisterschaft. Daneben spielte er sich auch in die A-Nationalmannschaft hinein: 1988 war er beim Sieg in der FIH Champions Trophy dabei, 1989 belegte Saliger den dritten Platz bei diesem Turnier. Nach einem vierten Platz bei der Weltmeisterschaft 1990 siegte Saliger mit der deutschen Mannschaft 1991 bei der Europameisterschaft und der Champions Trophy.
Bei den Olympischen Spielen 1992 gewann er mit der deutschen Hockeymannschaft die Goldmedaille. Dafür erhielten er und die Mannschaft am 23. Juni 1993 das Silberne Lorbeerblatt.
Nach zwei zweiten Plätzen bei der Champions Trophy 1993 und 1994 war Saliger 1995 wieder am Sieg des Turniers beteiligt. Im Jahr darauf belegte die deutsche Mannschaft bei den Olympischen Spielen 1996 den vierten Platz. Insgesamt spielte Saliger in 174 Länderspielen mit, 15 davon in der Halle.
Saliger war Mitinhaber des Sportfachgeschäftes BHP, welches Insolvenz anmelden musste. Er ist heute an der Mo-Fürste-Akademie und an der Hockeyakademie beteiligt.